# 麥塞特站
麥塞特站（英語：Mudchute DLR station）是碼頭區輕便鐵路的一個車站，位於倫敦東部麥塞特和米爾沃地區。麥塞特站是碼頭區輕鐵的車站，位於倫敦第2收費區。

## 外部連結
- Docklands Light Railway website - Mudchute station page（页面存档备份，存于）